# Наср, Сахар
Сахар Наср (араб. سحر نصر‎) — женщина-политик, министр инвестиций и международного сотрудничества Арабской республики Египет (2015—2019 годах).

## Биография
Родилась в 1964 году, в 1985 году окончила Американский университет в Каире по специальности экономика, в 1990 году получила степень магистра.
В 1993—1995 гг работала в Американской торговой палате Египта.
В 1995—1996 гг. главный экономит по проекту приватизации аудиторской компании Arthur Andersen
В 2002—2011 гг. доцент кафедры экономики Британского и Американского университета в Каире.
В 1996—2014 гг. ведущий эксперт, гл.экономист, координатор, региональный директор фонда Всемирного банка.
В 2015—2019 гг. работала министром инвестиций и международного сотрудничества Арабской республики Египет. В должности министра провела встречу с президентом Армении Саргсяном призывая инвестировать в Египет.
В декабре 2019 года функции инвестиций переданы премьер-министру Египта Мустафе Мадбули, став министерством международного сотрудничества.